# Anke Stoppa
Anke Stoppa (* 1982 in Freiberg) ist eine deutsche Theater- und Filmschauspielerin.

## Leben
Anke Stoppa wurde von 2002 bis 2006 an der Hochschule für Musik und Theater Rostock ausgebildet. Sie war zunächst als Theaterschauspielerin aktiv und spielte ab 2008 beim Theater der Jungen Welt Leipzig im Ensemble. Seit 2011 spielt sie auch in Fernsehfilmen und Serien mit und gibt in verschiedenen Schulen Schauspielunterricht.

## Filmografie
- 2011: Stilles Tal
- 2014–2015: SOKO Leipzig (Fernsehserie, 2 Folgen)
- 2016: Wolfsland: Tief im Wald
- 2016/2018: In aller Freundschaft (Fernsehserie, 2 Folgen)
- 2020: Schloss Einstein (Fernsehserie, 2 Folgen)
- 2021: Das Quartett: Die Tote vom Balkon
- 2023: Das Quartett: Tödliche Lieferung
- 2023: Das Quartett: Mörderischer Pakt